# Stenellipsis fuscolateralis
Stenellipsis fuscolateralis là một loài bọ cánh cứng trong họ Cerambycidae.